# Ким Петрас
Ким Петрас (Келн, 27. август 1992) немачка је певачица и текстописац. Позната је по денс-поп музици и многим обрадама песама других музичара у акапела стилу. Између 2016. и 2020. објављивала је музику као независни извођач, након чега је 2021. године потписала уговор с дискографском кућом.

## Биографија
Рођена је 27. августа 1992. у Келну. Године 2006. појавила се као 13-годишњакиња у једној немачкој телевизијској емисији о актуелним дешавањима у којој је говорила о својој медицинској промени пола. Са 14 година појавила се у документарном филму и ток-шоу емисији, у жељи да добије дозволу за превремену операцију промене пола са 16 година, с обзиром да је за тај захват у Немачкој било потребно минимално 18 година.
У новембру 2008. изјавила је да је успешно извршила операцију промене пола. The Daily Telegraph је тврдио да је она тиме постала најмлађа особа на свету која је тада имала ту операцију. Неколико месеци касније за The Telegraph је изјавила: „Питали су ме да ли се сада осећам као жена — међутим истина је да сам се одувек осећала као жена — али сам просто рођена у погрешном телу.”

## Каријера
Године 2007. Петрасова је снимила неколико аматерских снимака, на којима пева, и поставила их на интернет. Снимке, који садрже како обраде песама других музичара, тако и оригиналне Кимине композиције, приметио је немачки продуцент Фабијан Герг (Fabian Görg). Као плод међусобне сарадње, Петрасова је потписала уговор са независном издавачком кућом Џојс рикордс (Joyce Records), за коју је радила од наредне године.
Године 2008. Ким је издала још две нумере, од којих је Last Forever постављена на интернет и постала популарна на Јутјубу и Мајспејсу. Септембра 2009. године у продају је пуштен сингл Fade Away. Нове композиције, међу којима су One Piece of Tape, Feel It, Supersonic и Money Got Her Hot, издате су 2011. године, у оквиру мини-албума One Piece of Tape (EP). Године 2013. Петрасова је са Ди-џејем Класом (Klaas) оваплотила нумеру Flight To Paris.
Многе друге песме постављене су на Кимин Јутјуб налог (корисничко име kimmilinlein), укључујући акапела обраде песама других музичара, као и алтернативне верзије њених оригиналних композиција. Године 2011. нашла се на списку америчког листа Лос Анђелес тајмс, међу петанест најбољих музичара на свету који нису познати, а требало би да буду. На истом списку нашао се и хрватски кантаутор Златан Стипишић Џибони (Gibonni).

## Идентитет
Године 2006. Ким Петрас, тада тринаестогодишњакиња, први пут се у јавности појавила у причи у оквиру програма Stern TV, каналу о свакодневном животу у Немачкој. Причала је о току поступка промене пола, као и хормонској терапији коју је примала на хамбуршком Ендокринологикуму (клиници за ендокринологију), под смотром доктора Ахима Вистхофа (Achim Wüsthof). Међутим, тек је следеће године, када је напунила четрнаест година, Петрасова привукла пажњу широм света. То се десило након што је у априлу поново гостована у програму Stern TV, овога пута желећи да кроз емисију опише своју борбу да на операцију промене пола оде са шеснаест година. Према немачком закону, пак, кроз овакву процедуру могу проћи само пунолетни (старији од 18 година).
У септембру 2007, била је модел за немачки ланац фризерских салона.
Публицитет задобијен телевизијским извештајима из 2007. године проузроковао је тиме да многи светски новинари извештавају о Киминој промени пола започетој у дванаестој години живота (узимањем хормонске терапије), притом је описујући као најмлађу транссексуалку на свету. Ова тврдња, међутим, није најпрецизније срочена, јер се родна дисфорија, поремећај родног идентитета, често дијагностикује и у најранијем детињству, што укључује и децу млађу од дванаест година. Истина је, пак, да је Петрасова једна од најмлађих примаоца хормонске терапије.
Године 2008. Ким Петрас је напунила шеснаест година. Крајем године је на свом блогу објавила да је нешто раније обавила операцију промене пола, уз одређену помоћ психолога. Причу о њој медији су изнова покренули у том периоду. Ким је проглашена за најмлађу особу на свету која је променила пол. Категорична је у томе да је одувек била женско. У интервјуу о промени пола једном приликом је изјавила: Питају ме да ли се сада осећам као жена, али истина је да сам се одувек тако осећала, само сам завршила у погрешном телу.

## Дискографија
Студијски албуми
- (2023)
- (2023)